# Приоров, Николай Николаевич
Никола́й Никола́евич Прио́ров (29 мая (10 июня) 1885, Шенкурск — 15 апреля 1961, Москва) — советский травматолог-ортопед, академик АМН СССР (с 1957, член-корреспондент с 1950), заслуженный деятель науки РСФСР (1942), член ВКП(б) с 1946 года.

## Биография
Происходил из потомственных почётных граждан, был внуком священника. В 1912 году окончил медицинский факультет Томского университета. Основатель (совместно с профессором В. Н. Розановым, 1921 год) и бессменный руководитель (до смерти) Лечебно-протезного института (с 1940 года Центральный институт травматологии и ортопедии, ЦИТО, которому в 1971 году было присвоено имя Н. Н. Приорова; ныне — Федеральное государственное учреждение «Центральный институт травматологии и ортопедии им. Н. Н. Приорова».).
В годы Великой Отечественной войны, особенно в дни обороны Москвы, ЦИТО фактически стал фронтовым госпиталем. Первыми начали поступать в институт жертвы воздушных налетов на Москву. Потом пошёл поток раненых с фронта — враг стоял в непосредственной близости от столицы. В октябре-ноябре 1941 года ЦИТО развернул до 600 коек.
В 1945—1947 годах занимал должность заместителя министра здравоохранения СССР и председателя Учёного совета Минздрава СССР.
В 1952 году был назначен главным травматологом олимпийской команды СССР на Олимпийских играх в Хельсинки.

## Научные работы
Основные труды Н. Н. Приорова — по организации травматолого-ортопедической помощи; по проблемам артропластики; проблемам профилактики травм опорно-двигательного аппарата, протезирования, военно-полевой хирургии, реабилитации и другие.

## Награды
- заслуженный деятель науки РСФСР (9.9.1942)[3].
- два ордена Ленина (в том числе 09.06.1945)
- орден Красной Звезды
- орден «Знак Почёта»
- медали[4].
- Являлся действительным членом Международной ассоциации хирургов, почётным членом Королевского общества ортопедов Великобритании (ему первому был вручён диплом почётного члена английского общества травматологов-ортопедов[5].) и Чехословацкого научного общества им. Пуркинье.
- Отличник физической культуры (1949[6])

## Память
Именем Н. Н. Приорова назван (с 1971 года) Центральный институт травматологии и ортопедии (ЦИТО), улица в Москве в районе Коптево (с 1964 года), на которой расположен институт, а также проезд в Архангельске.
На доме, где в 1937—1961 годах жил Н. Н. Приоров (Новослободская улица, д. 57/65) установлена мемориальная доска.
Также мемориальная доска установлена в вестибюле центрального корпуса ЦИТО. Также ГБУЗ «АО Шенкурская ЦРБ» носит имя Н. Н. Приорова.

Могила Н. Н. Приорова на Новодевичьем кладбище